# Massacre de Mỹ Lai

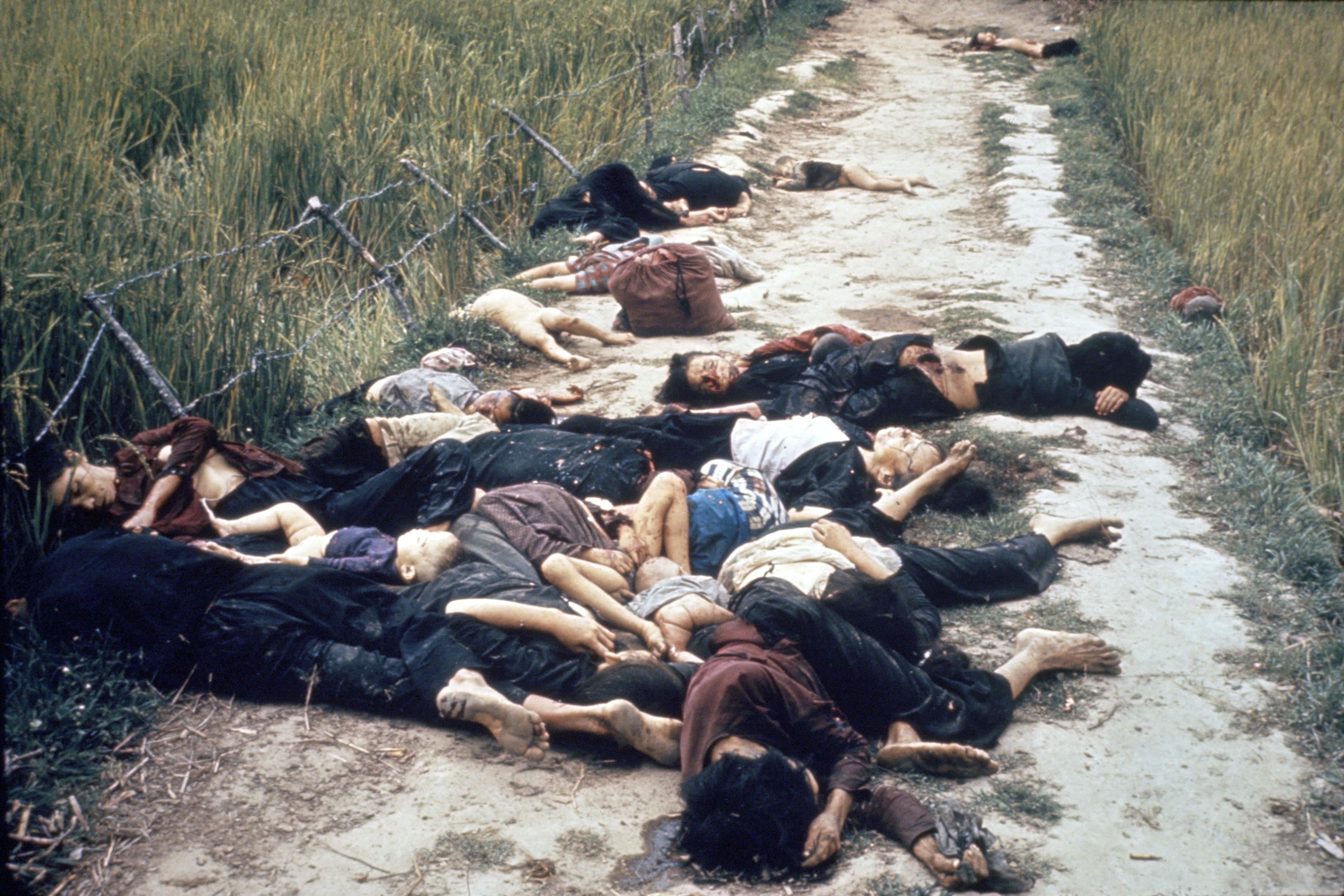
Esta foto tirada pelo fotógrafo de destacamento do Exército dos Estados Unidos, Ronald Haeberle, após o massacre, mostrando principalmente mulheres, bebês e crianças mortas em uma estrada, foi divulgada na imprensa de todo mundo em 1969, causando comoção internacional. Entre 347 e 504 pessoas foram mortas.

O massacre de Mỹ Lai (em vietnamita: thảm sát Mỹ Lai) foi um assassinato em massa de civis sul-vietnamitas desarmados por tropas dos Estados Unidos no distrito de Sơn Tịnh, província de Quảng Ngãi, Vietnã do Sul. Considerado um crime de guerra, as vítimas incluíram homens, mulheres, idosos, crianças e bebês. O massacre ocorreu em 16 de março de 1968 e vitimou cerca de 504 civis sul-vietnamitas, sendo 182 mulheres (17 grávidas) e 173 crianças, que foram executados por soldados do Exército dos Estados Unidos no maior massacre de civis cometido por tropas americanas durante a Guerra do Vietnã.

## Operação

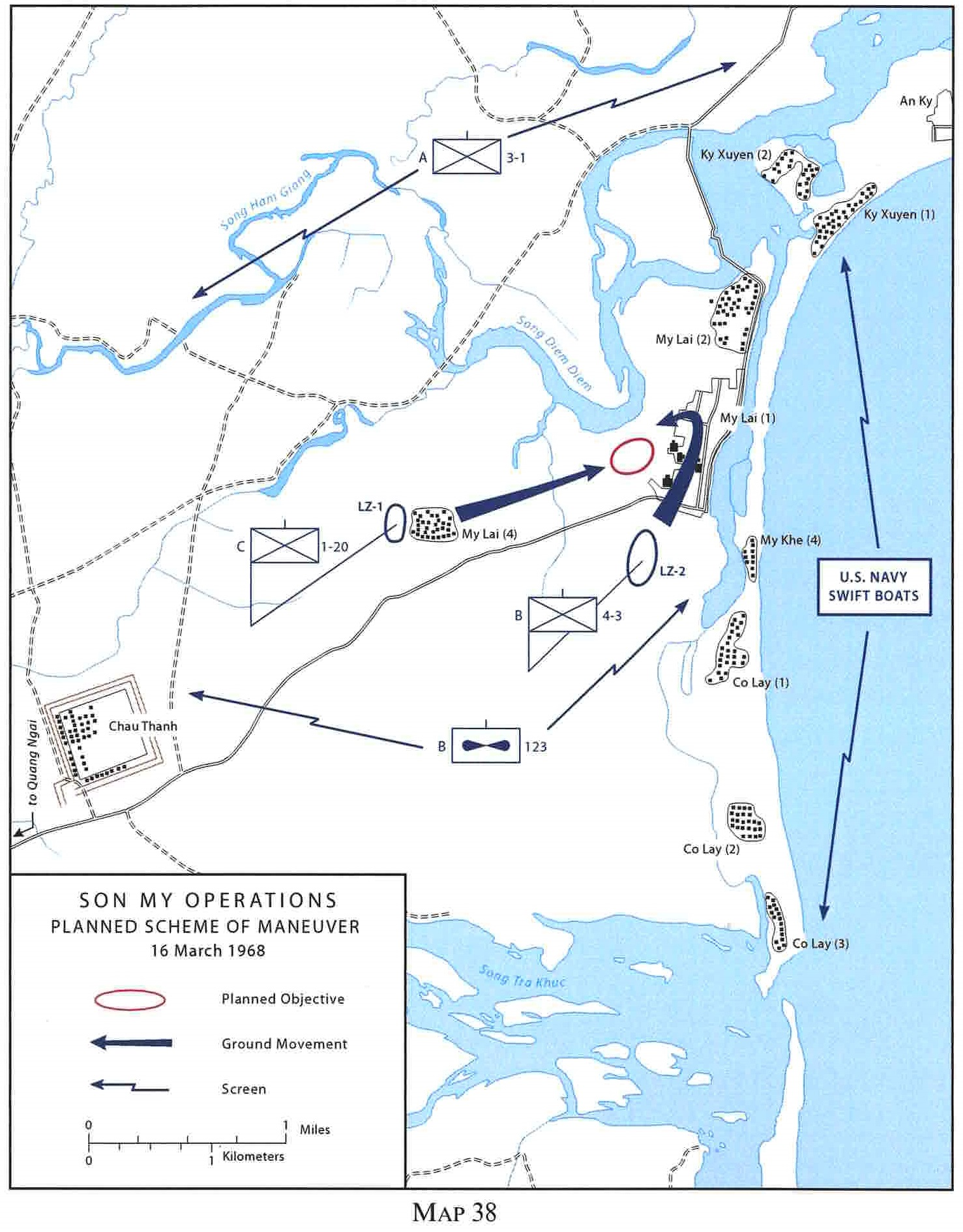
Operações em Sơn Mỹ, Vietnã do Sul. Mapa de 16 de abril de 1968.

Na véspera da operação, integrantes da Companhia Charlie, da 11ª Brigada da 23ª Divisão de Infantaria (Americana) foram mandados à região por denúncias de que a área estaria servindo de refúgio para guerrilheiros vietcongs da FNL (Frente Nacional para a Libertação do Vietnã) que após o início da Ofensiva do Tet, em janeiro de 1968, estariam se retirando e se refugiando nestas áreas. Foram informados pelo comando norte-americano que os habitantes de My Lai e das aldeias vizinhas saíam para o mercado da região as sete da manhã para compra de comida e que, consequentemente, aqueles que ficassem na área seriam guerrilheiros vietcongs ou simpatizantes. A área das aldeias em torno de My Lai era inicialmente chamada de Pinkville pelas tropas americanas.
A Companhia Charlie, 1º Batalhão, 20º Regimento de Infantaria, 11ª Brigada da 23ª Divisão de Infantaria chegou ao Vietnã do Sul em dezembro de 1967. Embora seus três primeiros meses no Vietnã tenham passado sem nenhum contato direto com as forças do Exército Popular do Vietnã (NVA) ou do Vietcong (VC), em meados de março, a companhia havia sofrido 28 baixas envolvendo minas ou armadilhas. Dois dias antes do massacre de My Lai, a companhia havia perdido um sargento popular para uma mina terrestre. Como consequência, integrantes de um dos pelotões da companhia, comandados pelo tenente William Calley, rumaram para o local.

### Assassinatos
Na manhã de 16 de março de 1968, às 7h30, cerca de 100 soldados da companhia Charlie, liderados pelo capitão Ernest Medina, após uma pequena barragem de artilharia, aterrissaram em helicópteros na área de Sơn Mỹ, um amontoado de retalhos de assentamentos, arrozais, valas de irrigação, diques e estradas de terra, conectando uma variedade de aldeias e sub-aldeias. As maiores dentre elas eram as aldeias Mỹ Lai, Cổ Lũy, Mỹ Khê e Tu Cung. Quando as tropas penetraram nas aldeias, o tenente Calley, lhes disse: "É o que vocês estavam esperando: uma missão de procurar e destruir". Calley diria mais tarde ter recebido ordens para "limpar My Lai", considerada um feudo dos combatentes da FNL. "As ordens eram para matar tudo o que se mexesse", diria mais tarde um dos militares americanos ao jornalista Seymour Hersh, que daria a conhecer ao mundo o horror praticado pelo exército dos Estados Unidos naquela aldeia. Os aldeões, que estavam se preparando para um dia de compra de comida, a princípio não entraram em pânico ou fugiram, pois foram levados para as áreas comuns da aldeia.

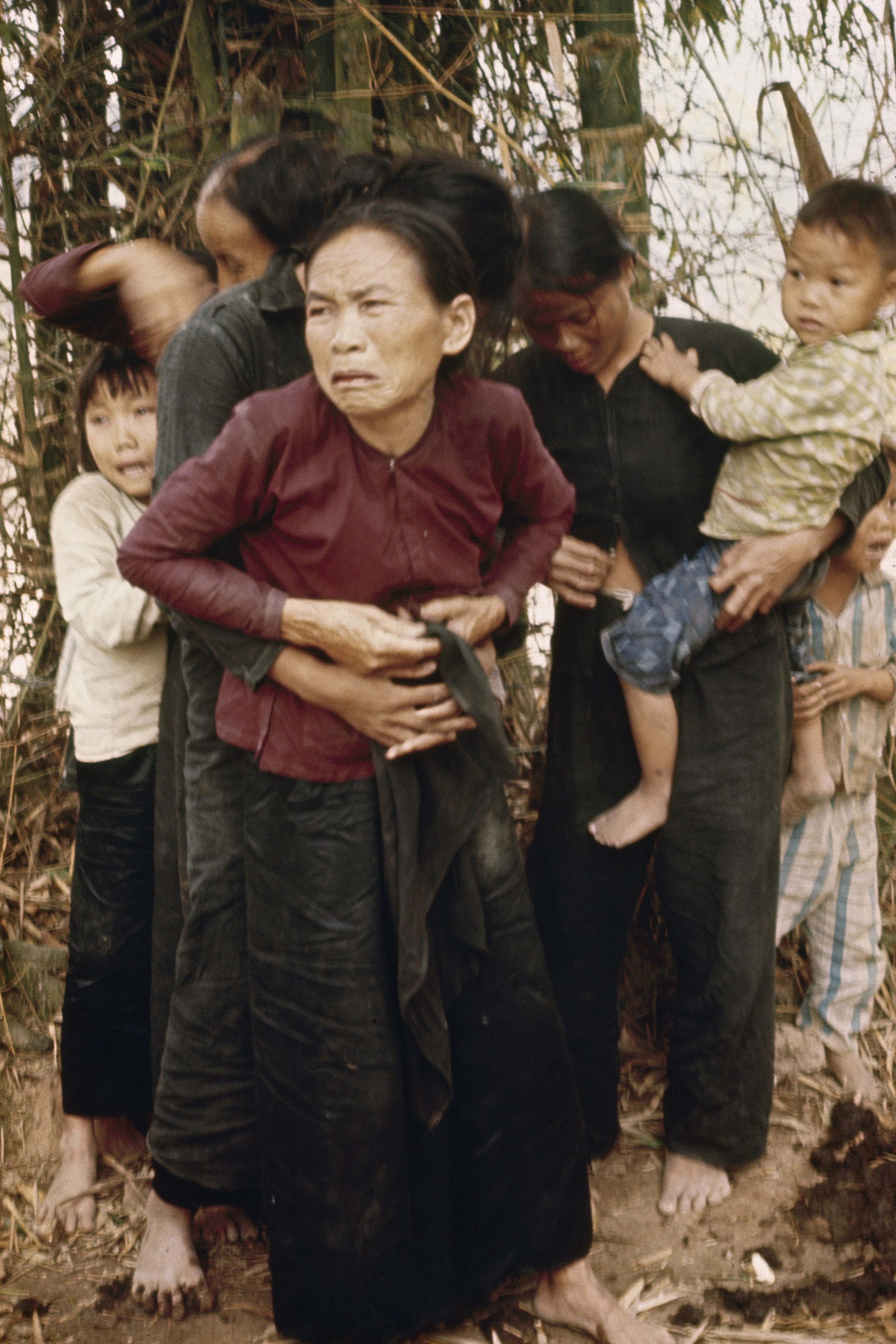
Mulheres e crianças do Vietnã do Sul em Mỹ Lai antes de serem mortas no massacre, em 16 de março de 1968. Segundo o testemunho do tribunal, elas foram mortas segundos após a foto ser tirada. Segundo Haeberle, os soldados tentaram arrancar a blusa das costas da mulher enquanto sua mãe, na frente da foto, tentava protegê-la.

Harry Stanley, um artilheiro da companhia Charlie, disse durante o inquérito da Divisão de Investigação Criminal do Exército dos Estados Unidos que os assassinatos começaram sem aviso prévio. Ele primeiro observou um membro do 1º Pelotão atacar um homem vietnamita com uma baioneta. Então, o mesmo soldado empurrou outro aldeão para um poço e jogou uma granada no poço. Em seguida, viu quinze ou vinte pessoas, principalmente mulheres e crianças, ajoelhadas em torno de um templo com incenso em chamas. Elas estavam orando e chorando. Todas foram mortas por tiros na cabeça. Um grande grupo de aproximadamente 70 a 80 aldeões foi reunido pelo 1º Pelotão e levados a uma vala de irrigação a leste do assentamento. Eles foram empurrados para a vala e mortos a tiros por soldados após ordens repetidas de Calley, que também estava atirando. PFC Paul Meadlo testemunhou que gastou vários cartuchos do seu fuzil M16. Ele lembrou que as mulheres estavam constantemente dizendo "No VC!" e estavam tentando proteger seus filhos. Ele lembrou que estava atirando em mulheres com bebês nas mãos, pois estava convencido de que todas elas estavam presas com granadas e estavam prontas para atacar. Sob o comando de Calley, o pelotão não poupou ninguém. Em apenas quatro horas, mataram os animais, queimaram as choupanas, violaram, mutilaram e fuzilaram as mulheres e trucidaram homens e crianças. Para sobreviver, alguns habitantes tiveram que fingir-se de mortos, passando horas no meio dos cadáveres. No final do derramamento de sangue, havia 504 cadáveres dos aldeões, em sua grande maioria idosos, mulheres e crianças (cerca de 170), todos desarmados e assassinados a sangue frio. Ron Haeberle, fotógrafo militar que acompanhava o pelotão, encarregou-se de imortalizar a chacina.

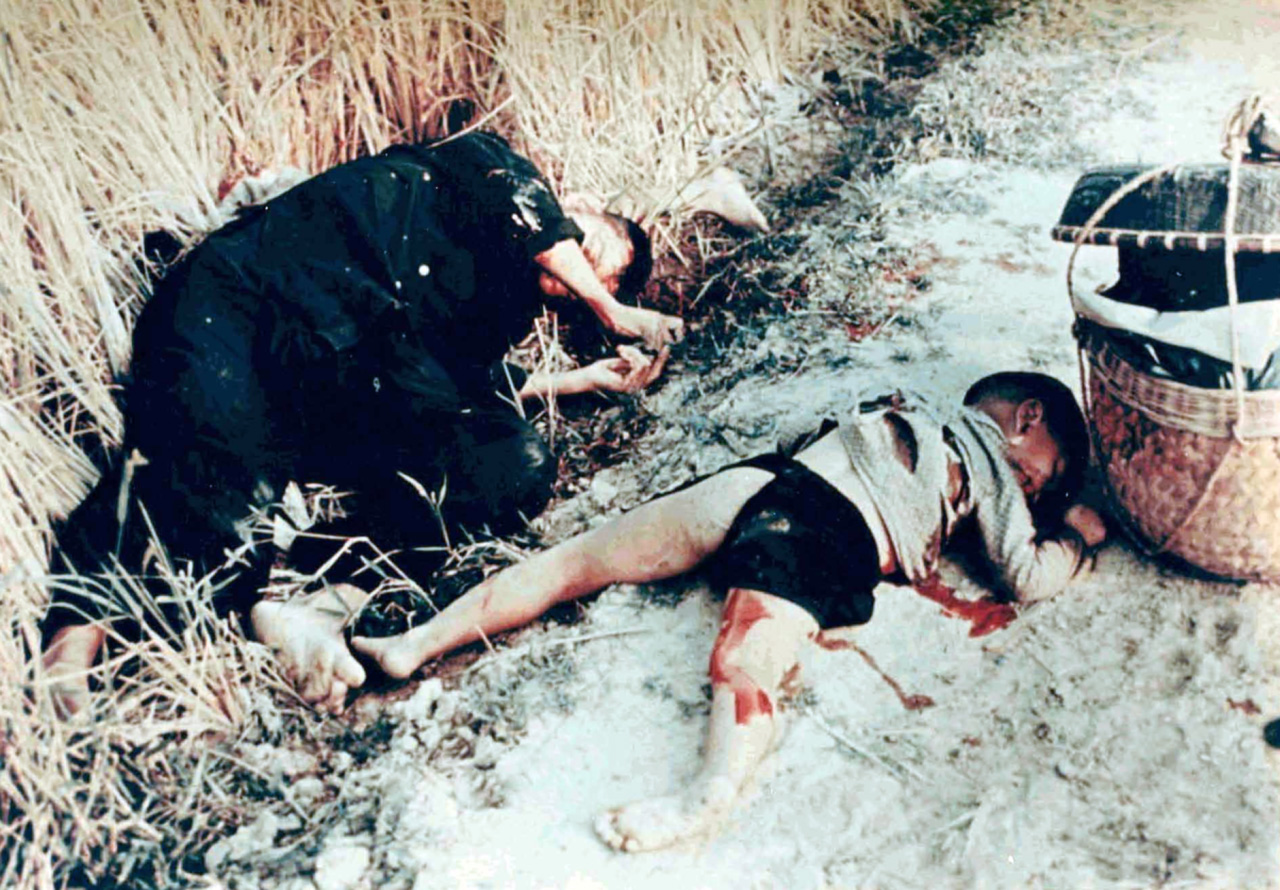
Homem e criança assassinados. (Foto de Ronald L. Haeberle)

No Ocidente, o episódio é conhecido como o massacre de Mỹ Lai, e no Vietnã, como massacre de Sơn Mỹ, o nome do povoado a que pertenciam as quatro aldeias, entre elas My Lai, que serviram de cenário para a orgia matinal de atrocidades, celebrada pelos homens da Companhia Charlie, dirigida pelo capitão Ernest Medina.

### Intervenção da tripulação de helicóptero
O massacre só foi interrompido graças à iniciativa do piloto de helicóptero, Hugh Thompson, Jr., que vendo do alto a matança, marcou a área com fumaça verde e pousou sua aeronave Hiller OH-23 Raven no campo e ordenou que sua tripulação abrisse fogo com suas metralhadoras laterais contra qualquer soldado americano da companhia Charlie em terra que se recusasse a obedecer a ordem de cessar-fogo contra um grupo de civis e crianças que ele estava tentando persuadir a segui-lo. Thompson então deu ordens a outros dois helicópteros UH-1 Huey que o acompanhavam naquele momento e sobrevoavam a área, que pousassem no campo e fizessem a evacuação de onze civis feridos que ele havia persuadido e retirado de um assentamento. Após levantarem voo para fora da aldeia, um dos tripulantes da aeronave de Thompson, Glenn Andreotta, viu movimentos numa vala de irrigação entre os corpos no solo e Thompson desceu novamente, Andreotta teve que andar sobre vários corpos gravemente mutilados para chegar aonde estava indo. Ele levantou um cadáver ensanguentado com vários buracos de bala no tronco e ali, deitada embaixo dos corpos, havia uma criança de cinco ou seis anos, coberta de sangue e obviamente em estado de choque. A criança foi retirada da vala de irrigação por Andreotta, Lawrence Colburn, o segundo tripulante da aeronave de Thompson recorda que Andreotta voltou com a criança em seu colo andando na vala de irrigação sobre uma pilha de cadáveres que chegavam à altura de sua cintura, Colburn estendeu o seu rifle para ajudar Andreotta a voltar para a aeronave com a criança. Depois de não encontrar mais sobreviventes e vendo que estavam ficando sem combustível, a equipe de Thompson transportou a criança para um hospital mais próximo em Quảng Ngãi.

## Rescaldo

### Relatórios, encobrimento e investigação
O crime só veio a público um mês depois, devido a denúncias saídas de dentro do exército, por soldados que testemunharam ou ouviram os detalhes do caso – e um deles, Ronald Ridenhour, escreveu a diversos integrantes do governo estadunidense, inclusive ao presidente Richard Nixon – e chegaram a órgãos de imprensa e às televisões. Jornalistas independentes conseguiram fotos dos assassinatos e as estamparam na mídia mundial, ajudando a aumentar o horror e os esforços dos pacifistas a pressionar o governo Nixon a se retirar do Vietnã.
Em março de 1970, 25 soldados foram indiciados pelo exército dos Estados Unidos por crime de guerra e ocultação de fatos e provas no caso de My Lai. Comparado pela mídia aos genocídios de Oradour-sur-Glane e Lídice durante a Segunda Guerra Mundial, que causou a condenação e execução de diversos oficiais nazistas, apenas o tenente William Calley, comandante do pelotão responsável pelas mortes foi indiciado e julgado.
Condenado à prisão perpétua, Calley foi perdoado dois dias depois da divulgação da sentença pelo presidente Nixon, cumprindo uma pena alternativa de três anos e meio em prisão domiciliar na base militar de Fort Benning, na Geórgia.

## Implicados no massacre
Oficiais:
- William L. Calley. 2º Tenente. Líder do 1º Pelotão da Companhia Charlie. Foi o único a ser condenado pelo massacre.
- Frank A. Barker. Tenente-Coronel, comandante da Força-Tarefa Barker. Ordenou a destruição da aldeia e de seus habitantes. Foi morto em combate no dia 13 de junho de 1968.
- Stephen Brooks. Tenente. Líder do 2º Pelotão da Companhia de Charlie.
- Oran K. Henderson. Coronel. Sobrevoou a aldeia em seu helicóptero e ordenou o ataque.
- Samuel W. Koster. General, comandante da Divisão Americana. Cuidou de encobrir o que acontecera em My Lai.
- Eugene Kotouc. Capitão da inteligência militar. Forneceu as informações sobre a aldeia atacada. Suspeito de ter participado de torturas e execuções sumárias, após o episódio de My Lai.
- Ernest Medina. Capitão, comandante da Companhia Charlie. Planejou, autorizou e supervisionou as operações em My Lai.
- Michael Bernhardt. Sargento. Por ter se recusado a participar da matança dos civis em My Lai, recebeu ameaças do capitão Medina. A partir de então, foi designado para várias missões muito arriscadas, mas saiu ileso delas. Foi uma das testemunhas no inquérito sobre o massacre. Em 1970, recebeu o prêmio "Humanista Ético".
- Herbert Carter. Feriu-se acidental ou intencionalmente (recebeu um tiro no pé), sendo retirado do local onde ocorria o massacre.
- Dennis Conti. No inquérito, declarou que, inicialmente, recusou-se a atirar contra os camponeses de My Lai, mas depois disparou com seu lançador de granada M79 sobre um grupo de pessoas que tentava fugir do massacre.
- James Dursi. Matou uma mulher e sua criança, mas depois (segundo seu depoimento no Inquérito) negou-se a continuar matando.
- Ronald Grzesik. Líder de equipe. Participou do agrupamento dos moradores de My Lai, mas alegou ter se recusado a matá-los.
- Robert Maples. Afirmou, no Inquérito, ter se recusado a participar do massacre.
- Paul Meadlo. Inicialmente negou, mas depois admitiu sua participação na carnificina.
- David Mitchell. Sargento. Apesar do depoimento de testemunhas que afirmaram tê-lo visto atirando sobre os civis de My Lai, foi declarado inocente no Inquérito.
- Varnado Simpson. Morreu em 1997 por suposto suicídio, alegando não suportar o sentimento de culpa por ter cometido vários assassinatos em My Lai.[carece de fontes?]
- Harry Stanley. Alegou ter se recusado a participar da matança.
- Ezequiel Torres. Torturou um velho aldeão de My Lai que ele encontrou com uma perna enfaixada (considerada suspeita). Atirou contra um grupo de dez mulheres e cinco crianças em uma cabana. Depois, recebeu ordens de Calley para disparar sua M60 contra os civis da aldeia. Ele teria disparado uma única vez e depois se recusado a continuar. Então, Calley lhe teria tirado a arma das mãos, disparando ele próprio.
- Frederick Widmer. No inquérito, descreveu com detalhes ter matado um menino de My Lai que estava com um braço despedaçado por um tiro. Ele olhou bem na cara da criança que estava confusa e disparou. “Gosto de pensar que pratiquei um ato de clemência. Mas sei que isso não foi certo” - declarou.

## Citações
"Eram muitos soldados, aproximaram-se da casa atirando nas galinhas e os patos. Matavam tudo o que viam. Sentimos um medo atroz. Na casa, estávamos minha mãe, minha filha de 16 anos, meu filho de seis e eu, que estava grávida. Apontaram suas armas para nós e pediram que saíssemos e fôssemos até o açude. (...) Havia muita gente no açude. Empurraram-nos para dentro dele a coronhadas. Juntávamos as mãos e implorávamos para que não nos matassem, mas eles começaram a disparar. Senti como se as balas me mordessem nas costas e na perna, vi como elas arrancaram metade do rosto de minha filha, e então desmaiei. O frio me devolveu a consciência. Meu filho pequeno jazia a meu lado. Não conseguia andar. Arrastei-me para chegar à minha casa e beber água porque estava com uma sede terrível. No caminho encontrei os corpos nus de muitas jovens. Eles as haviam violado e assassinado".
- Ha Thi Quy, 83 anos em 2008.
"Ainda ouço com nitidez os gritos dos soldados que irromperam em minha casa naquela manhã. ‘Tudi maus, tudi maus!’ Não sei o que isso queria dizer. Nem sei se era inglês ou uma imitação de vietnamita, mas era o que gritavam enquanto apontavam para nós e faziam sinais para sairmos. ‘Tudi maus, tudi maus!’ Minha mãe me disse para fugir e me esconder. Minhas irmãs corriam atrás de mim seguidas pela minha mãe com meus dois irmãos pequenos; o menor, tinha dois anos. Quando íamos entrar no abrigo, nos metralharam. Seus corpos caíram sobre mim".
- Cong Pham Thanh, que tinha onze anos no dia do massacre.
"Sobrevoamos uma vala em que haviam sido mortos mais de cem vietnamitas. Andreotta percebeu movimentos, então Thompson aterrissou novamente. Andreotta foi diretamente até a vala. Teve que caminhar entre cadáveres que chegavam à altura de sua cintura para resgatar uma criança pequena. Eu fiquei de pé, em campo aberto. Ele se aproximou e me entregou a criança, mas a vala estava tão cheia de cadáveres e de sangue que ele não conseguia sair. Estendi o meu rifle para ele e o ajudei a sair".
- Lawrence Colburn, artilheiro do helicóptero pilotado por Hugh Thompson.
"Não se passa um só dia que seja em que eu não sinta remorsos pelo sucedido em My Lai. Se me perguntar porque eu fiz aquilo, só posso dizer que eu não passava de um segundo tenente a receber ordens do meu superior hierárquico, e que obedeci".
- William Calley, citado por um diário da cidade de Columbus, na Georgia.

## Fotografia
O massacre de Mỹ Lai, assim como muitos outros eventos da Guerra do Vietnã, foi registrado por uma câmera do exército dos Estados Unidos. As imagens gráficas coloridas mostrando civis mortos foram registradas por Ronald Haeberle, fotógrafo de destacamento de informações públicas do Exército dos Estados Unidos, que acompanhou os homens da Companhia Charlie naquele dia. Haeberle carregava duas câmeras fotográficas no evento, uma com rolo preto e branco que mostram soldados em ações comuns para a guerra – o tipo de fotos exigidas pelos agentes de relações públicas para os quais Haeberle trabalhava. A outra era sua câmera pessoal, que possuía um rolo colorido, com o qual ele registrou as atrocidades cometida pelos soldados, incluindo a foto dos cadáveres de crianças e civis mortos.

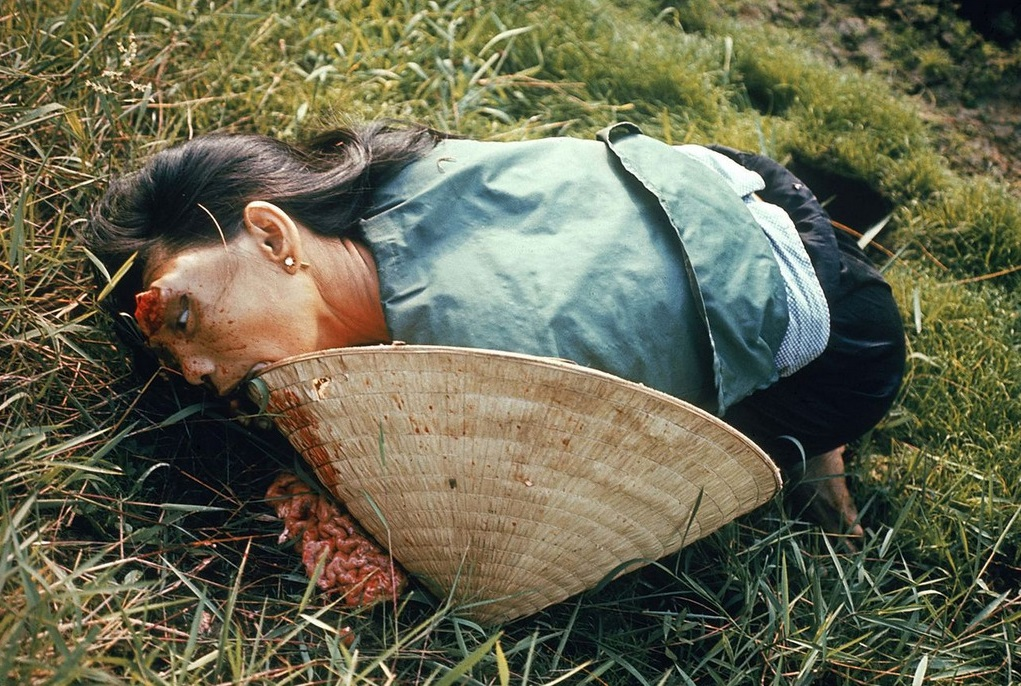
Nguyễn Thị Tẩu (chín T chu), morta por soldados dos Estados Unidos, mais tarde revelada como mãe de um dos sobreviventes do massacre; Tran Van Duc.
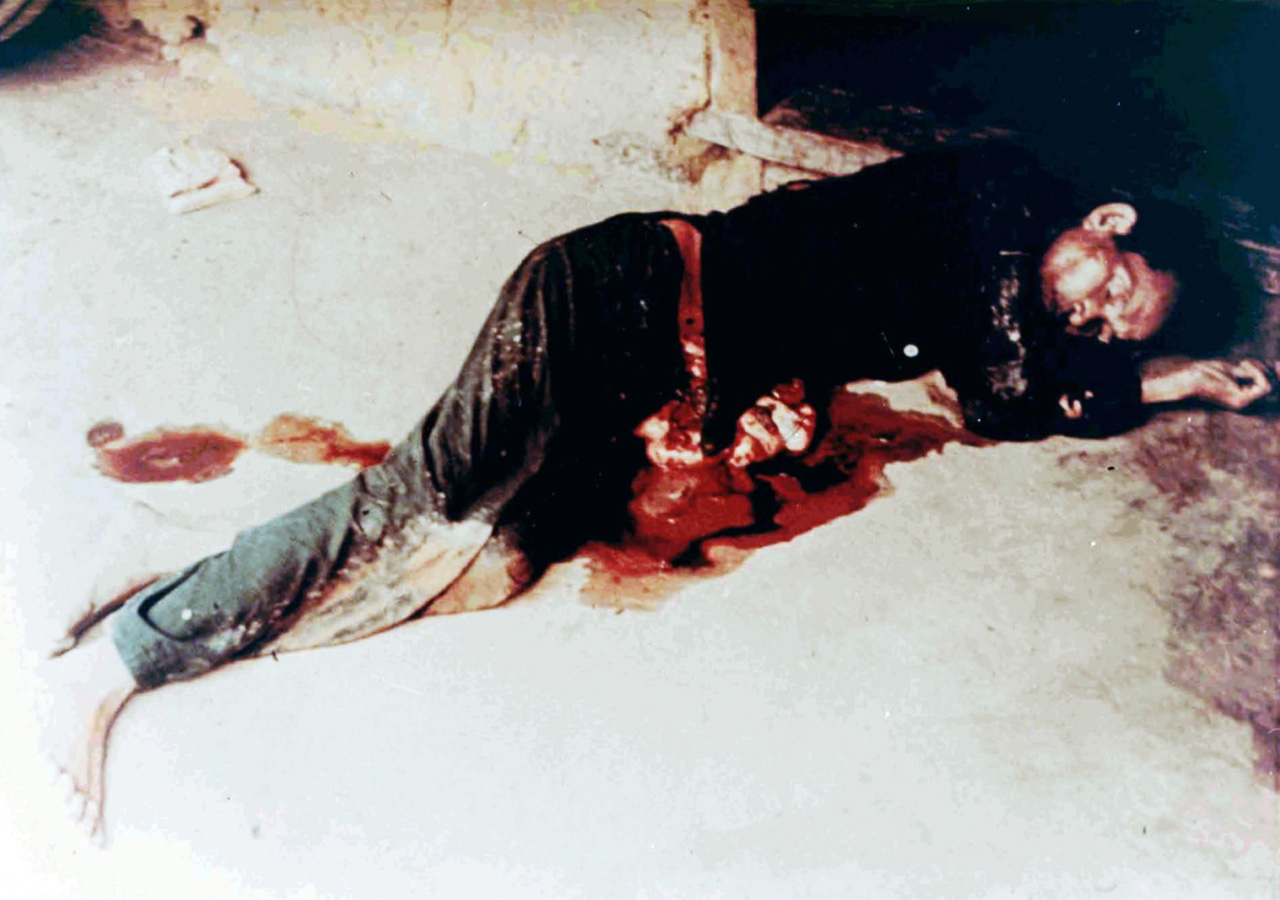
Homem vietnamita morto, não identificado.
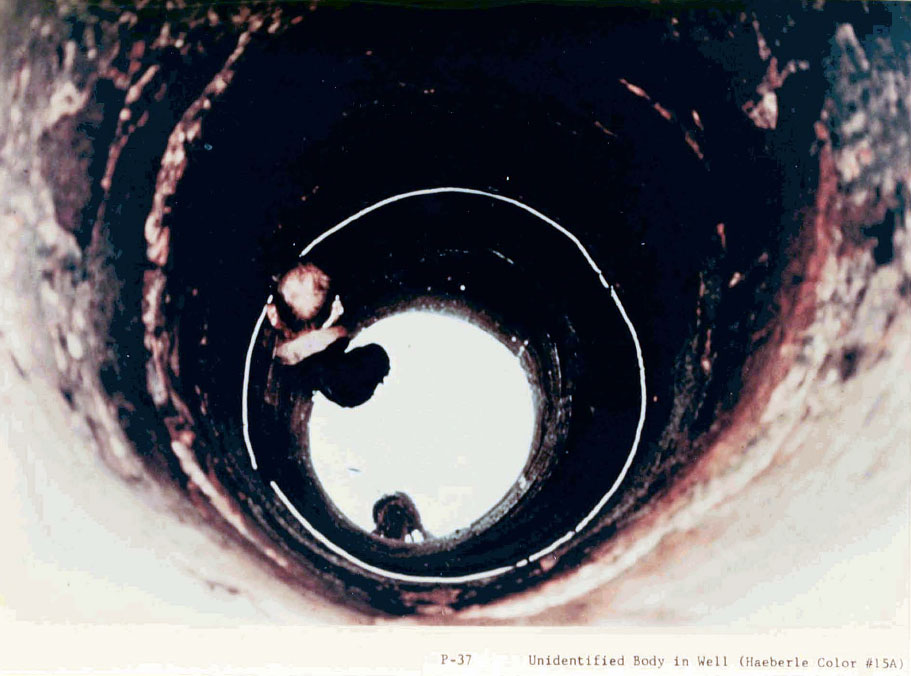
Corpo de um idoso não identificado no interior do poço da aldeia. Fotografia por Ronald Haeberle. Seu reflexo com a câmera pode ser visto nesta foto. Um soldado atirou em um homem velho e largou seu corpo lá.
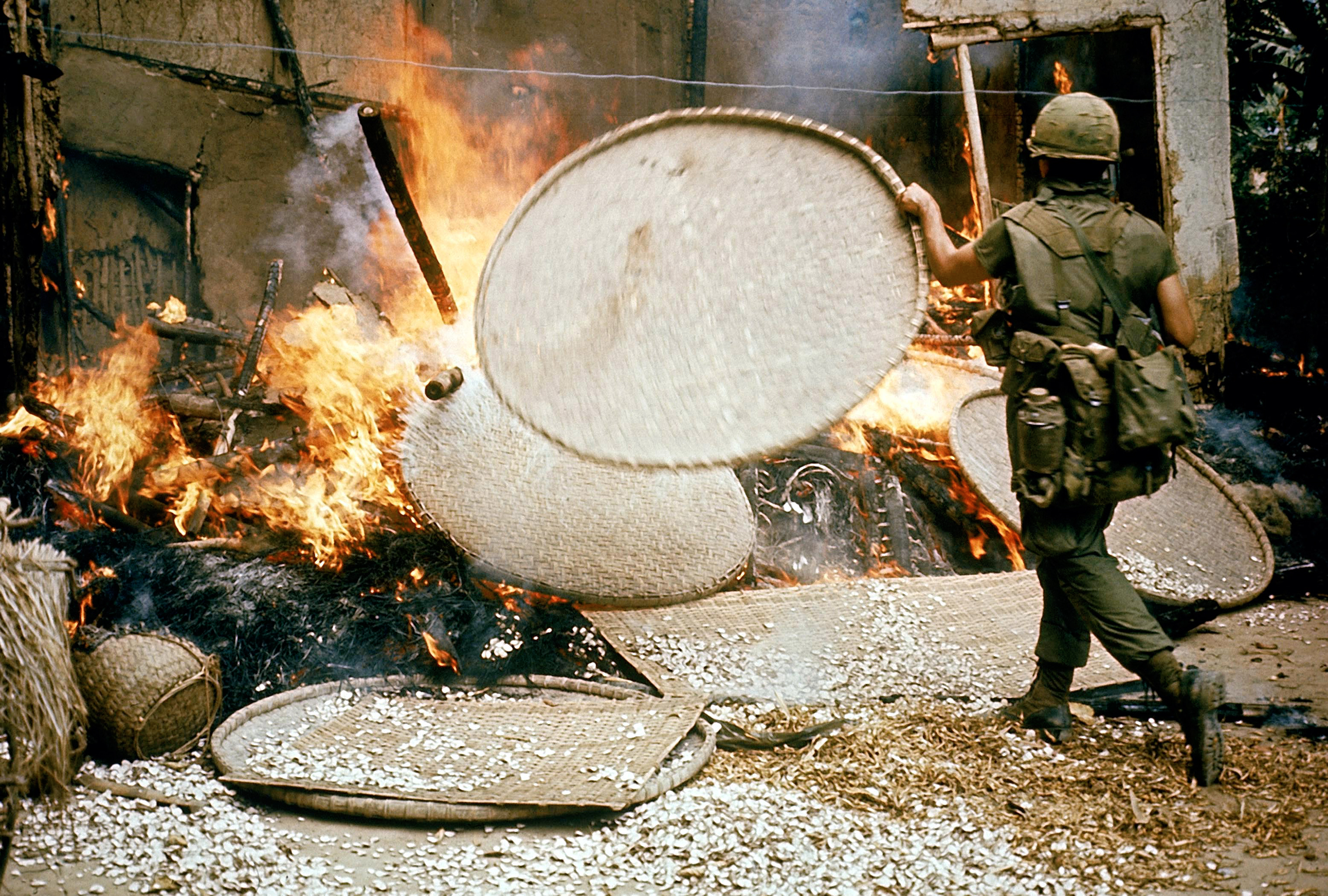
Soldado Capezza pondo fogo a uma casa da aldeia.
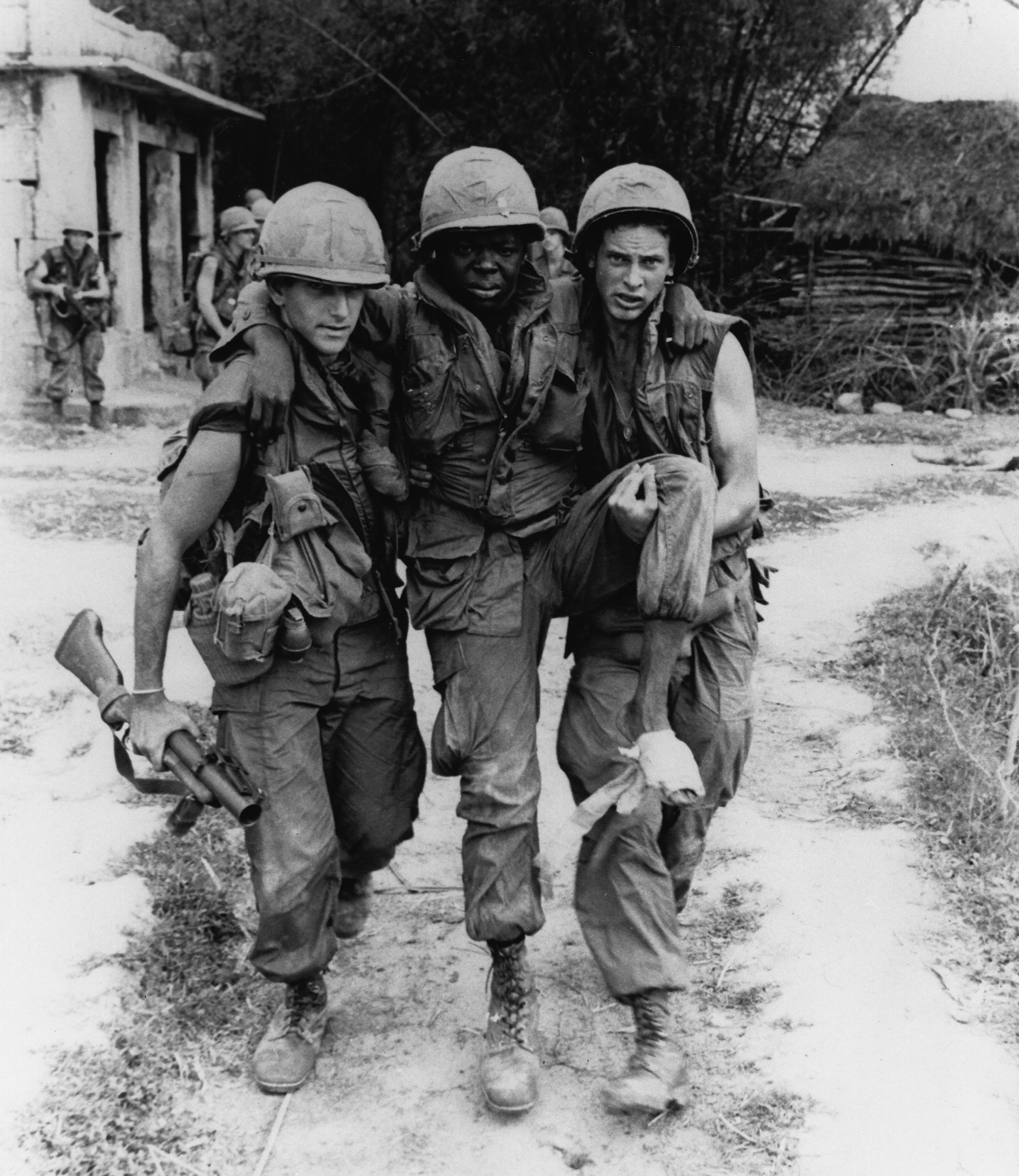
Soldados Mauro, Carter, e Widmer (Carter foi ferido por um tiro "acidental" e foi evacuado da área).
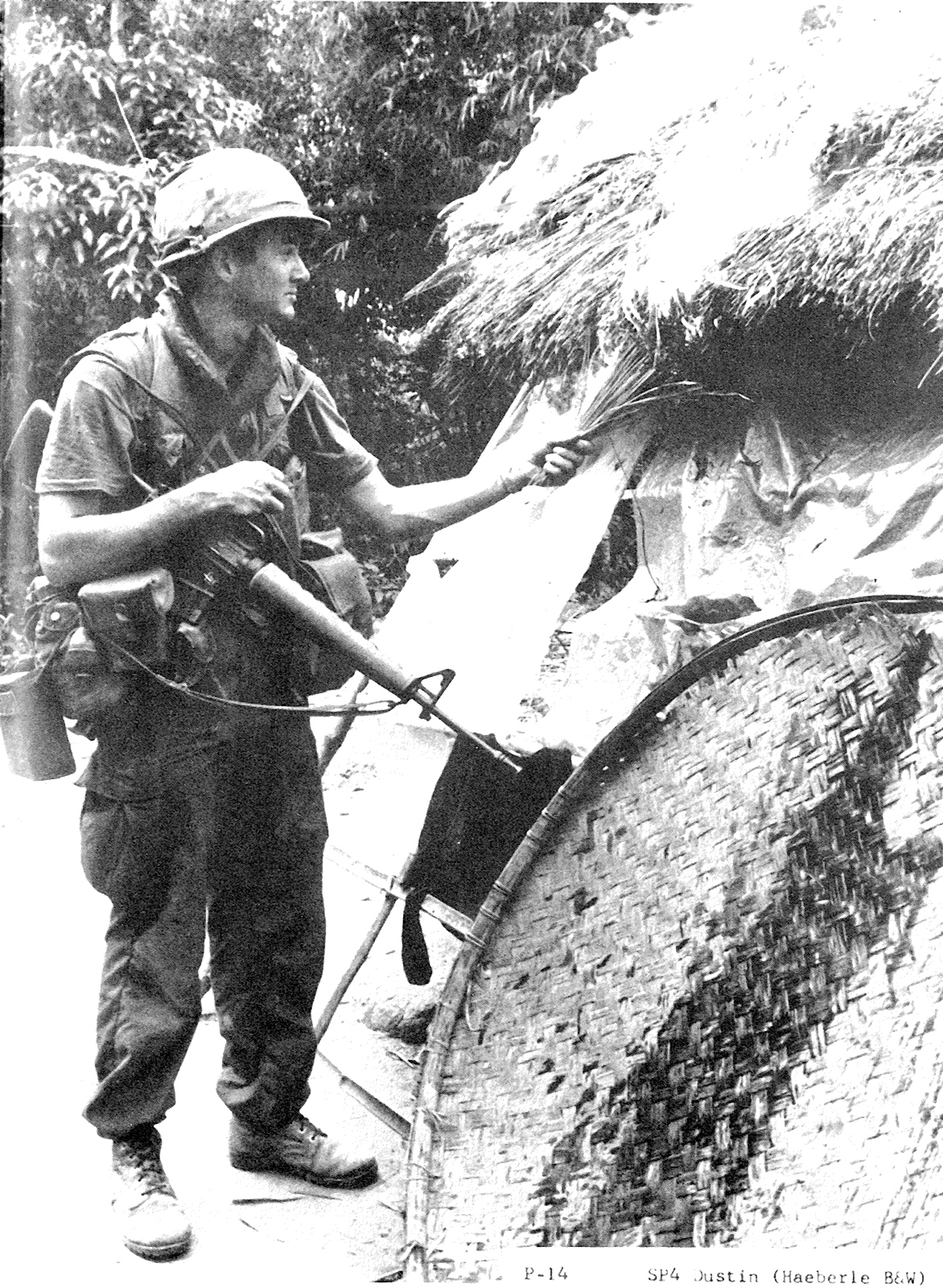
Soldado Dustin queimando uma choupana da aldeia.
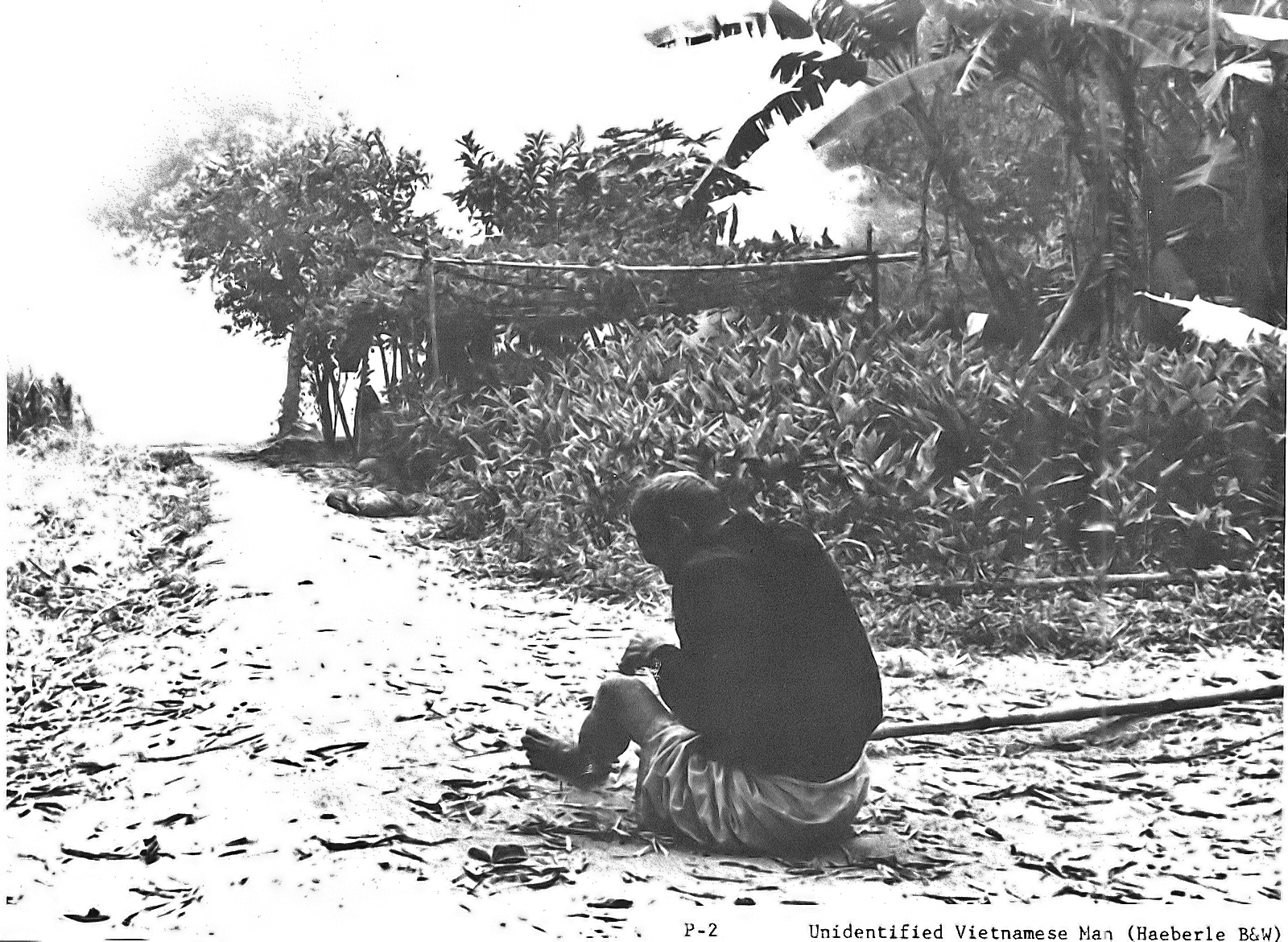
Homem vietnamita, não identificado.
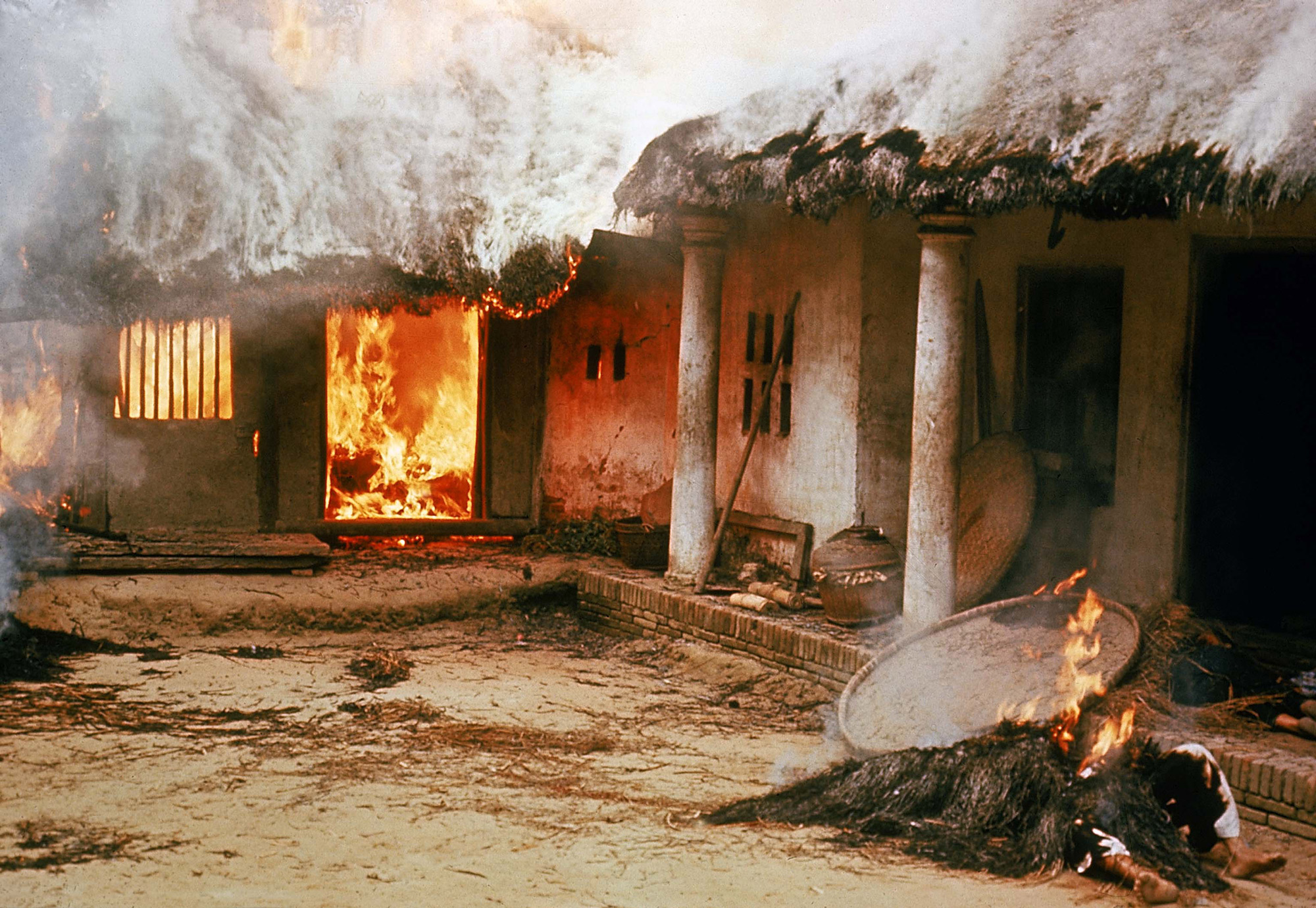
Corpos do lado de fora de uma casa em chamas.
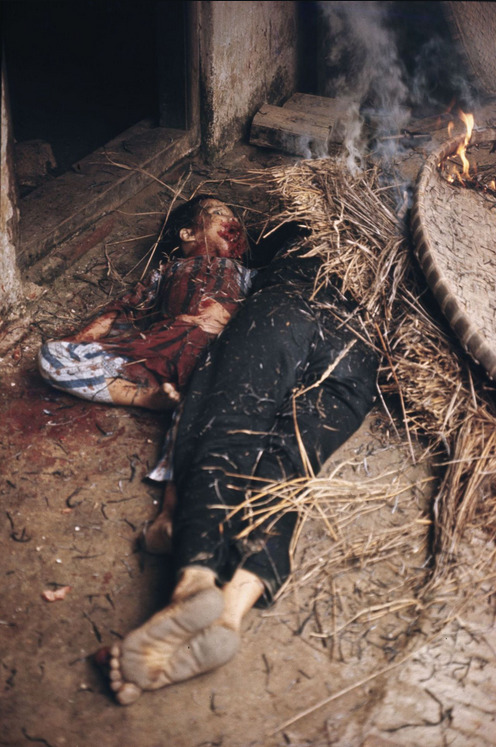
Mulher e criança vítimas do massacre.

## Lembrança

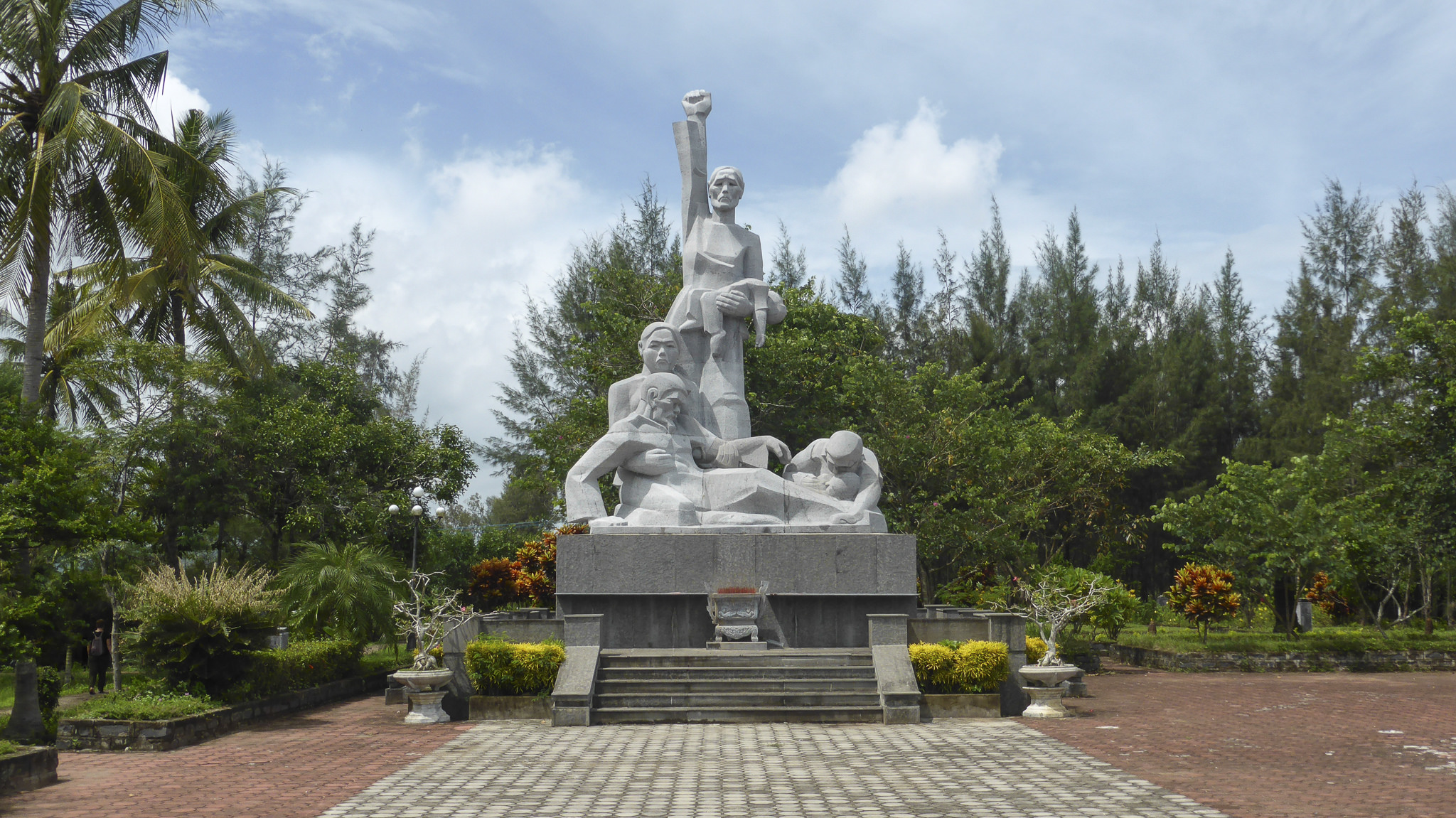
Monumento em memória ao massacre de Mỹ Lai em Sơn Mỹ, Vietnã.

Cerca de vinte pessoas sobreviveram. As casas foram incendiadas, e as quatro aldeias reduzidas a cinzas. Quando a guerra do Vietnã acabou em 1975, alguns voltaram para recomeçar a vida na terra de seus ancestrais. Seis deles permanecem na comunidade, rebatizada pela República Socialista do Vietnã como Tinh Khe.